# Nordisk Panorama Film Festival
Nordisk Panorama Film Festival, früher Nordisk Panorama – Nordic Short & Doc Film Festival, ist ein jährliches in Malmö, Schweden, stattfindendes Filmfestival für Kurz- und Dokumentarfilm aus den nordischen Ländern.
Das Festival ist von Nordisk Panorama, zusammen mit der Gemeinde Malmö, Region Skåne und Film i Skåne, einem regionalen Filmzentrum, organisiert.

## Geschichte
In den Jahren 1990–2013 fand das Festival, unter dem Namen Nordisk Panorama – 5 Cities Film Festival, abwechselnd in einem der fünf nordischen Länder statt.
| Festivalstädte 1990–2013 |
| - 1990 Grimstad - 1991 Aarhus - 1992 Vaasa - 1993 Kristianstad - 1994 Reykjavík - 1995 Bergen - 1996 Kopenhagen - 1997 Helsinki - 1998 Kiruna - 1999 Reykjavík - 2000 Bergen - 2001 Aarhus - 2002 Oulu - 2003 Malmö - 2004 Reykjavík - 2005 Bergen - 2006 Aarhus - 2007 Oulu - 2008 Malmö - 2009 Reykjavík - 2010 Bergen - 2011 Aarhus - 2012 Oulu - 2013 Malmö |
Ab 2013 hat das Festival einen festen Standort und findet jedes Jahr in Malmö statt.

## Nordisk Panorama Awards

### Jurypreise
Filmpreise werden in drei Kategorien vergeben, jede mit eigener Jury:
- Best Nordic Documentary

- Dotierung: 11.000 €, gesponsert von den öffentlich-rechtlichen Fernsehengesellschaften der nordischen Ländern.
- Best Nordic Short Film

- Dotierung: 7.000 €, gesponsert von den nordischen Regisseursgesellschaften.
- Der Film qualifiziert sich für eine eventuelle Nominierung zur Kurzfilmkategorie des Academy Awards.
- Best New Nordic Voice

- Dotierung: 3.500 €, gesponsert von Film i Skåne

### Publikumspreise
Publikumspreise werden in zwei Kategorien vergeben:
- Nordisk Panorama Audience Award

- Dotierung: 2.500 €, gesponsert von der Gemeinde Malmö
- Children’s Choice Award